# Club Atlético Defensor Lima
El Club Atlético Defensor Lima és un club de futbol peruà de la ciutat de Lima.
El club va ser fundat el 31 de juliol de 1931. El club es proclamà campió del Torneo Descentralizado l'any 1973.

## Palmarès

### Tornejos nacionals
- Lliga peruana de futbol:[7]
  - 1973

- Segona divisió peruana de futbol: 
  - 1960, 1988

- Torneo Plácido Galindo: 
  - 1989

### Tornejos internacionals

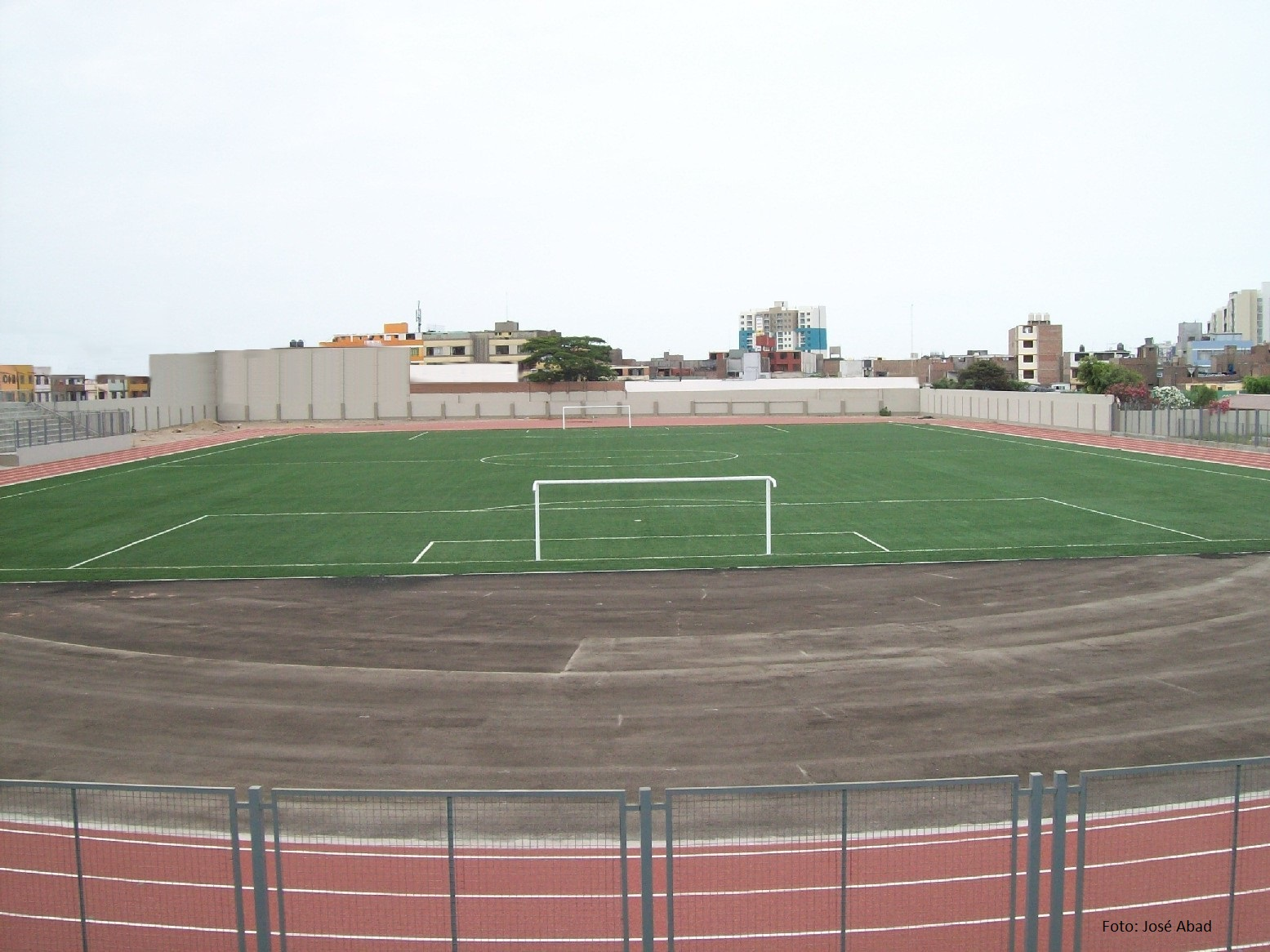
Estadio de la G.U.E. Mariano Melgar a Breña.

- Copa Simón Bolívar :
  - 1976.